# 習近平総書記系列重要講話読本
『習近平総書記系列重要講話読本』（しゅうきんぺいそうしょきけいれつじゅうようこうわどくほん）は、中国共産党中央委員会総書記となった習近平の著作などから引用、編集された語録である。学習出版社と人民出版社から出版された。
「習総書記が全く新しい段階に高めた中国式社会主義」（習近平による新時代の中国の特色ある社会主義思想）を柱としている。
中国共産党中央宣伝部が組織的に作成した『習近平総書記系列重要講話読本』という本が、2014年人民出版社と学習出版社から刊行され、6月23日から中国各地の新華書店で発売されている。